# Edwin Arturo Congo
Edwin Arturo Congo Murillo (Bogotà, 7 d'octubre de 1976) és un exfutbolista internacional colombià, que actualment juga com amateur al Paiporta CF. Va jugar com a davanter al Once Caldas colombià i diversos equips de la lliga espanyola.

## Trajectòria
Després de destacar amb l'Once Caldas colombià, va fitxar pel Reial Madrid el 1999 sense arribar a debutar amb l'equip blanc. Va ser cedit al Reial Valladolid, el Vitória Guimaraes i al Toulouse FC amb discretes actuacions.
El 2002 va arribar al Llevant UE on va restar quatre temporades entre Primera i Segona Divisió, per fitxar per l'Sporting de Gijón a la temporada 2006-07.
Després d'una temporada a l'equip asturià, aconseguint marcar 11 gols en 34 partits a Segona Divisió, no va renovar i deixà el club per fitxar pel Recreativo de Huelva.
En finalitzar la temporada 2007-08 va quedar sense equip, jugant amb l'Olímpic de Xàtiva a la Regional Preferent valenciana. Després va jugar a la UE Benissa i ja de forma amateur, al Paiporta CF.
Va jugar amb la selecció colombiana en vint ocasions, representant-la a la Copa Amèrica de 1999 i 2004.